# Leandro Navarro
Leandro Alexis Navarro (Mar del Plata, 16 aprile 1992) è un calciatore argentino, centrocampista dei Santiago Wanderers.

## Caratteristiche tecniche
È un centrocampista centrale che può giocare anche sulle fasce.

## Palmarès

### Club

#### Competizioni nazionali
- Campionato argentino: 1

San Lorenzo: 2013 Inicial

#### Competizioni internazionali
- Coppa Libertadores: 1

San Lorenzo: 2014